# Killer World Tour
Killer World Tour – trasa koncertowa heavymetalowej formacji Iron Maiden trwająca od 17 lutego 1981 do 23 grudnia 1981 roku, obejmowała ona koncerty na trzech kontynentach, w 15 krajach świata. Grupa po raz pierwszy w karierze zagrała w Ameryce Północnej (jako gość specjalny Judas Priest na trasie „World Wide Blitz Tour 1981” oraz UFO na kilku koncertach) oraz Japonii, gdzie zarejestrowano ścieżki na koncertowy mini album Maiden Japan. Zespół zagrał brytyjskie koncerty w większych obiektach, w tym po raz pierwszy jako gwiazda wieczoru w londyńskiej sali Hammersmith Odeon.
Było to również ostatnie tournée, w którym uczestniczył wokalista Paul Di’Anno, który został usunięty z szeregów grupy za niesubordynację i nadużywanie alkoholu oraz kokainy. Zastąpił go pochodzący z grupy Samson charyzmatyczny, obdarzony niezwykle silnym głosem Bruce Dickinson. Grupa wystąpiła z nowym frontmanem podczas serii jesiennych koncertów we Włoszech, pierwszy z koncertów odbył się w Bolonii, 26 października 1981 roku. Trasę zakończyły trzy koncerty w Londynie, w tym czasie muzycy rozpoczęli intensywną pracę nad trzecim albumem studyjnym The Number of the Beast.
W toku tournée grupa zagrała serię samodzielnych koncertów w Europie Zachodniej, zapełniając obiekty o pojemności od tysiąca do 10 tys. widzów. Ogromnym zainteresowaniem cieszyły się koncerty w Wielkiej Brytanii, Francji, Niemczech i we Włoszech – w tych krajach grupa była gwiazdą pierwszej wielkości. Siedem koncertów w Japonii wyprzedano na pniu, zaś przyjęcie Brytyjczyków graniczyło z ekstazą. Podczas koncertu na „Summernight Festival 1981” w Norymberdze było obecnych około 100 tys. widzów. Grupa po raz pierwszy w karierze wystąpiła w Bloku Wschodnim, dając koncert na festiwalu muzycznym w Belgradzie (Jugosławia) dla 50 tys. widzów. Był to nie tylko pierwszy występ Iron Maiden za Żelazną Kurtyną, lecz również pierwszy koncert przedstawicieli nowej generacji heavy metalu w tzw. Bloku Wschodnim. Zespół dał również pierwsze występy festiwalowe, podczas których był headlinerem, lub co-headlinerem imprezy (Milwaukee, Belgrad, Annecy, Orange, Offenbach). 
Z uwagi na częstą niedyspozycję wokalisty Paula Di’Anno kilkanaście koncertów trasy zostało anulowanych. Odwołano część wyprzedanych koncertów w Niemczech, co doprowadziło do zamieszek ulicznych opisywanych przez tamtejszą prasę. Ostatni koncert grupy z dotychczasowym frontmanem miał miejsce w Kopenhadze (Odd Fellow Mansion), 10 września 1981 roku. „Killer World Tour” okazała się dużym sukcesem, w ramach trasy muzycy występowali w małych i wielkich salach, na stadionach i wielkich festiwalach. Zabukowano 138 koncertów, zainteresowanie którymi wyraziło 1,7 mln widzów na całym świecie.

## Supporty
- Trust – trasa po Wielkiej Brytanii[8].
- Whitesnake – koncerty amerykańskie[8].
- Accept – koncerty niemieckie[8].
- More – koncerty europejskie[8].
- Ocean – koncerty europejskie[8].
- Humble Pie – koncerty amerykańskie[8].
- Bijelo Dougone – koncerty we Włoszech[8].
- Joe Perry Project – koncerty amerykańskie[8].

## Artyści supportowani przez Iron Maiden
- Judas Priest – koncerty trasy amerykańskiej[8].
- Kansas – koncerty festiwalowe[8].
- Blue Öyster Cult – niemieckie festiwale[8].
- Motörhead – niemieckie festiwale[8].
- Foreigner – niemieckie festiwale[8].
- UFO – Kalifornia[8].
- Humble Pie – Long Beach Arena[8].

## Setlista

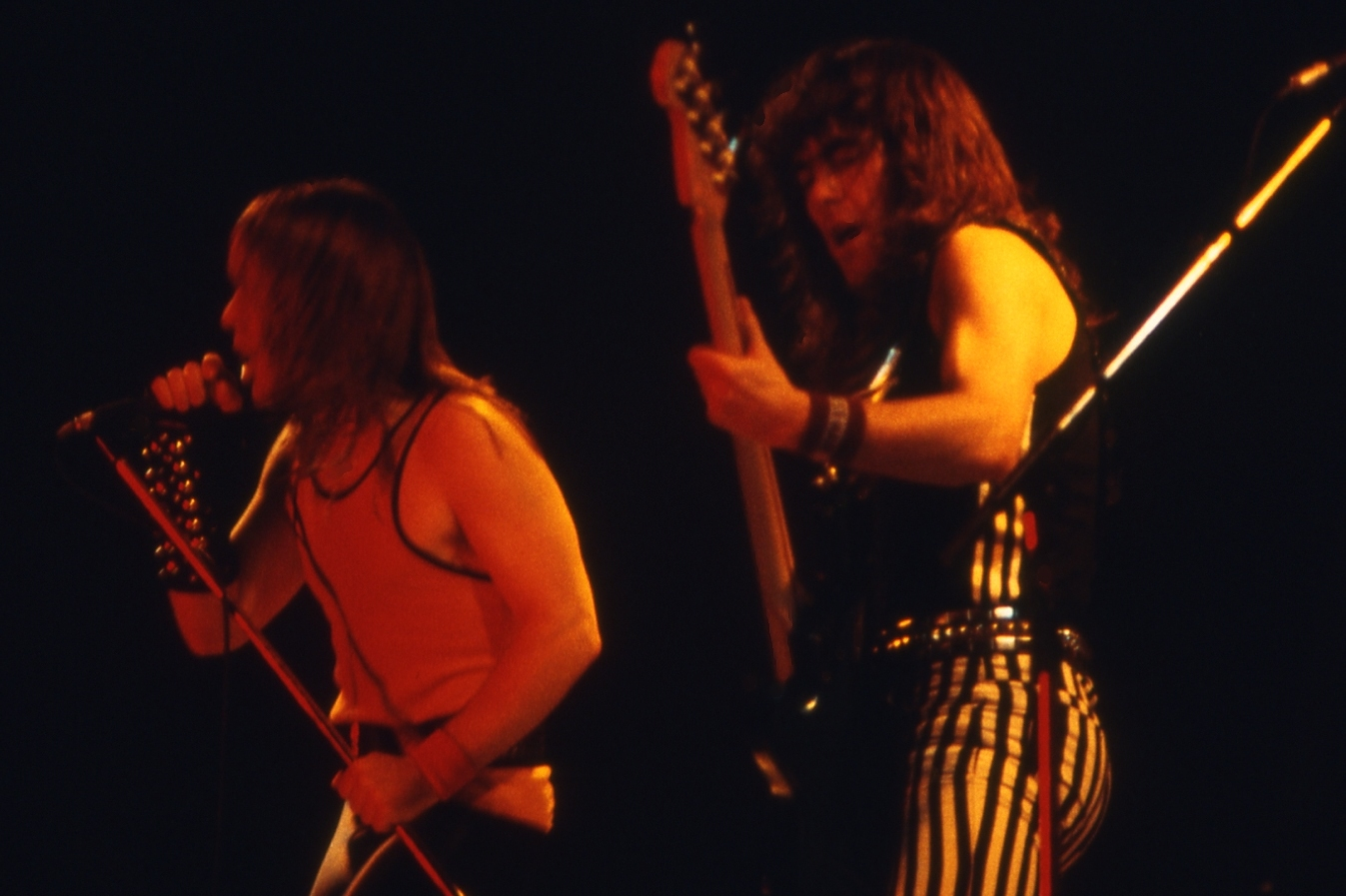
Bruce Dickinson w Iron Maiden 1981 rok.

- Introdukcja[9]: „The Ides of March” (z albumu Killers, 1981) na wszystkich koncertach trasy.

1. „Wrathchild” (z albumu Killers, 1981)
2. „Purgatory” (z albumu Killers, 1981)
3. „Sanctuary” (z albumu Iron Maiden, 1980)
4. „Remember Tomorrow” (z albumu Iron Maiden, 1980)
5. „Another Life” (z albumu Killers, 1981)
6. „Genghis Khan” (z albumu Killers, 1981)
7. „Killers” (z albumu Killers, 1981)
8. „Innocent Exile” (z albumu Killers, 1981)
9. „Murders in the Rue Morgue” (z albumu Killers, 1981)
10. „Twilight Zone” (z albumu Killers, 1981)
11. „Phantom of the Opera” (z albumu Iron Maiden, 1980)
12. „Iron Maiden” (z albumu Iron Maiden, 1980)

Bisy:
1. „Running Free” (z albumu Iron Maiden, 1980)
2. „Transylvania” (z albumu Iron Maiden, 1980)
3. Guitar solo
4. „Drifter” (z albumu Killers, 1981)
5. „Prowler” (z albumu Iron Maiden, 1980)

Uwagi:
- „Strange World” (z albumu Iron Maiden, 1980) oraz „I’ve Got the Fire” (cover grupy Montrose) były wykonywane tylko kilkakrotnie, w tym podczas trasy po Japonii[9].
- „22 Acacia Avenue” i „Children of the Damned” wykonano 15 listopada podczas koncertu w Rainbow Theatre jako zapowiedź trzeciego albumu The Number of the Beast. Solo w intro do „Children of the Damned” różniło się od wersji albumowej[9].
- „The Prisoner” i „Run to the Hills” zostały zagrane podczas „tajnego” show w Ruskin Arms, 23 grudnia 1981 roku. „The Prisoner” miał nieco inny tekst w drugiej partii refrenu[9].

## Oprawa trasy

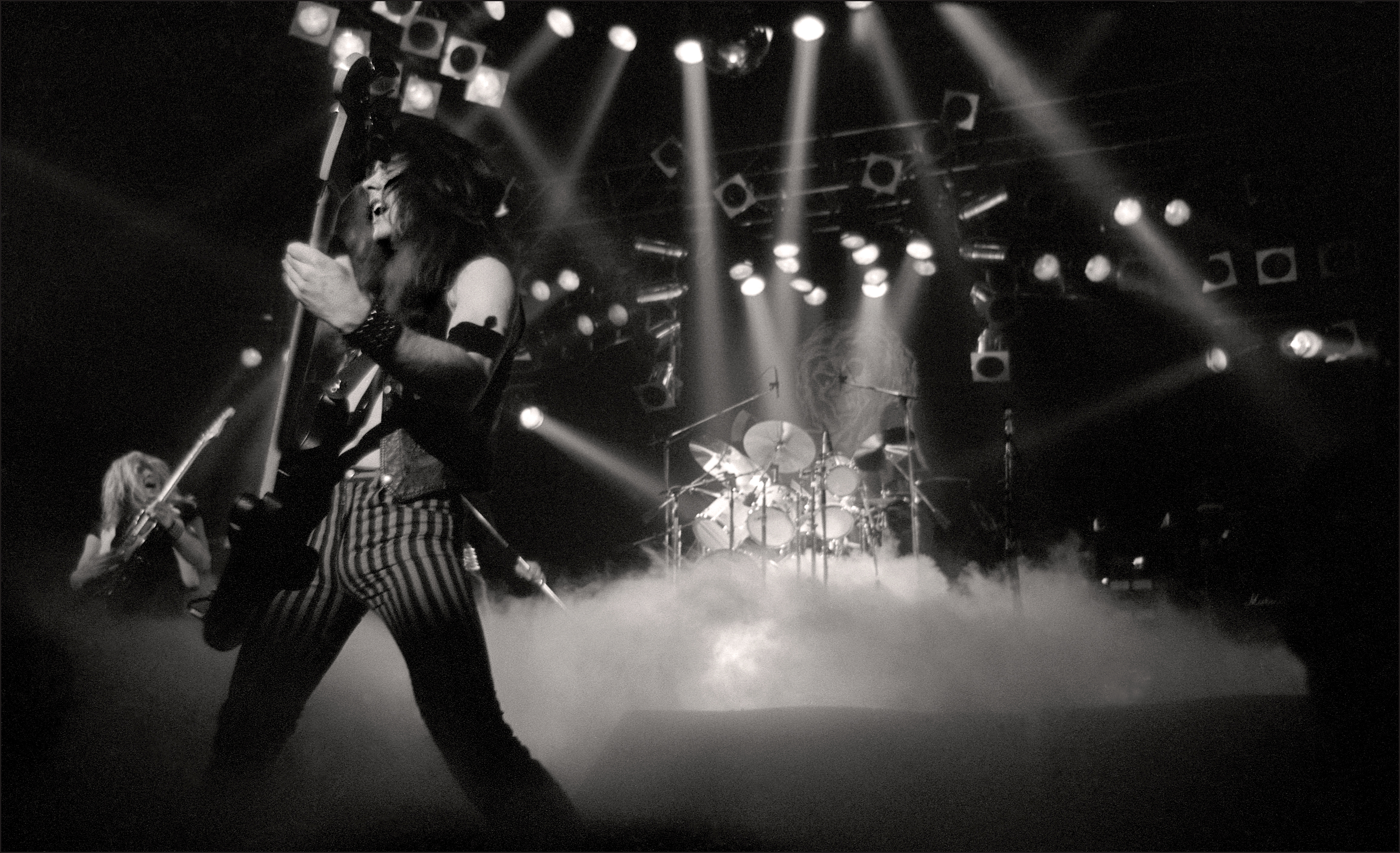
Iron Maiden, Steve Harris w Manchester Apollo

Oprawa trasy w zasadzie była kontynuacją pomysłów, które grupa zaprezentowała w 1980 roku. Formacja użyła dokładnie tego samego zestawu świateł, opartego na tradycyjnych reflektorach zawieszonych na trzech rampach, oraz ośmiu zestawów z szesnastoma jupiterami, ustawionych po bokach estrady, nad zestawem perkusyjnym oraz w głębi sceny. Grupa wykorzystała także kaskady halogenów zamontowanych na górnej rampie i po bokach sceny. System oświetleniowy ukrywał kilka linijek wyposażonych w światła punktowe oraz dodatkowe reflektory otaczające zestaw perkusyjny i rozmieszczone na szczycie sceny. Pojawiła się natomiast dodatkowa kotara z wizerunkiem maskotki – Eddiego znanym z okładki promowanego albumu Killers czy specjalna, obrotowa kula lustrzana rozświetlająca publiczność. Nie wykorzystywano pirotechniki, natomiast nader chętnie ekipa techniczna wtłaczała na estradę kłęby pary z suchego lodu.
Podobnie, jak miało to miejsce przed rokiem, podczas prezentowania kompozycji „Iron Maiden” na scenę wkraczali techniczni przebrani za maskotkę grupy, dzierżąc w dłoniach miotacze suchego lodu zwieńczone reflektorami. Muzykom na tym etapie kariery zależało, na zachowaniu surowego wizerunku koncertowego, pozbawionego zbytnich upiększeń i para-teatralnych rekwizytów. Zrezygnowano z jakiejkolwiek scenografii, jeśli nie liczyć symetrycznie rozstawionych zestawów kolumn i wzmacniaczy czy podium pod perkusję. Liczył się wyłącznie surowy heavy rock. Koncerty, w których uczestniczył już Bruce Dickinson pod względem wizerunkowym nie odbiegały od tego standardu, natomiast w ramach rozgrzewki zespół kilkakrotnie wykonał parę kompozycji przygotowanych na trzeci album studyjny.

## Daty trasy
UWAGA! w wyniku aktualizacji danych, nazwy obiektów nie muszą się pokrywać ze stanem pierwotnym, znanym z materiałów prasowych grupy.
| Data                 | Miasto                            | Kraj              | Obiekt                        |
| Europa               | Europa                            | Europa            | Europa                        |
| -------------------- | --------------------------------- | ----------------- | ----------------------------- |
| 17 lutego 1981       | Ipswich                           | Anglia            | Gaumont Hall                  |
| 18 lutego 1981       | Norwich                           | Anglia            | University of East Anglia     |
| 19 lutego 1981       | Oksford                           | Anglia            | New Theatre                   |
| 20 lutego 1981       | Lancaster                         | Anglia            | Lancaster University          |
| 21 lutego 1981       | Derby                             | Anglia            | Assembly Rooms                |
| 22 lutego 1981       | Manchester                        | Anglia            | O2 Apollo Manchester          |
| 23 lutego 1981       | Hanley                            | Anglia            | Victoria Hall                 |
| 24 lutego 1981       | Dunstable                         | Anglia            | Queensway Hall                |
| 26 lutego 1981       | Guildford                         | Anglia            | Guildford Civic Hall          |
| 27 lutego 1981       | Bristol                           | Anglia            | Colston Hall                  |
| 28 lutego 1981       | Taunton                           | Anglia            | Odeon                         |
| 1 marca 1981         | Bournemouth                       | Anglia            | Winter Gardens                |
| 2 marca 1981         | Southampton                       | Anglia            | Gaumont Theatre               |
| 4 marca 1981         | Bradford                          | Anglia            | St George’s Hall              |
| 5 marca 1981         | Liverpool                         | Anglia            | Liverpool Empire              |
| 6 marca 1981         | Middlesbrough                     | Anglia            | Town Hall                     |
| 7 marca 1981         | Newcastle upon Tyne               | Anglia            | Newcastle City Hall           |
| 8 marca 1981         | Glasgow                           | Szkocja           | Apollo Glasgow                |
| 9 marca 1981         | Edynburg                          | Szkocja           | Odeon                         |
| 10 marca 1981        | Sheffield                         | Anglia            | Sheffield City Hall           |
| 12 marca 1981        | Birmingham                        | Anglia            | Birmingham Odeon              |
| 13 marca 1981        | Cambridge                         | Anglia            | Corn Exchange                 |
| 14 marca 1981        | Bracknell                         | Anglia            | Leisure Centre                |
| 15 marca 1981        | Londyn                            | Anglia            | Hammersmith Odeon             |
| 18 marca 1981        | Lille                             | Francja           | Palais St. Sauveur            |
| 19 marca 1981        | Hawr                              | Francja           | Arena des Soprts              |
| 20 marca 1981        | Reims                             | Francja           | Maison des Sports             |
| 21 marca 1981        | Paryż                             | Francja           | Bataclan                      |
| 22 marca 1981        | Paryż                             | Francja           | Bataclan                      |
| 23 marca 1981        | Lyon                              | Francja           | Palais d’Hiver                |
| 24 marca 1981        | Miramas                           | Francja           | Salle des Fêtes               |
| 25 marca 1981        | Tulon                             | Francja           | Patinoire Vert Côteau         |
| 26 marca 1981        | Nicea                             | Francja           | Théâtre de verdure de Nice    |
| 27 marca 1981        | Montpellier                       | Francja           | Palais des Sports             |
| 28 marca 1981        | Nicea                             | Francja           | Palasport Olimpicco Arena     |
| 29 marca 1981        | San Remo                          | Włochy            | Teatro Ariston                |
| 30 marca 1981        | Mediolan                          | Włochy            | Rolling Stone                 |
| 31 marca 1981        | Reggio nell’Emilia                | Włochy            | Palasport                     |
| 1 kwietnia 1981      | Brescia                           | Włochy            | Palasport                     |
| 2 kwietnia 1981      | Gorycja                           | Włochy            | Palasport                     |
| 2 kwietnia 1981      | Gorycja                           | Włochy            | Palasport                     |
| 3 kwietnia 1981      | Turyn                             | Włochy            | PalaRuffini                   |
| 5 kwietnia 1981      | Zurych                            | Szwajcaria        | Volkshaus                     |
| 6 kwietnia 1981      | Monachium                         | Niemcy            | Circus Krone                  |
| 7 kwietnia 1981      | Düsseldorf                        | Niemcy            | Philipshalle                  |
| 8 kwietnia 1981      | Kolonia                           | Niemcy            | Colliseum                     |
| 9 kwietnia 1981      | Kassel                            | Niemcy            | Arena                         |
| 10 kwietnia 1981     | Berlin                            | Niemcy            | Neue Welt                     |
| 12 kwietnia 1981     | Würzburg                          | Niemcy            | KD Halle                      |
| 13 kwietnia 1981     | Mannheim                          | Niemcy            | Mannheim Halle                |
| 14 kwietnia 1981     | Villingen                         | Niemcy            | Centrum                       |
| 15 kwietnia 1981     | Karlsruhe                         | Niemcy            | Halle                         |
| 16 kwietnia 1981     | Erlangen                          | Niemcy            | Musik Center                  |
| 17 kwietnia 1981     | Strasburg                         | Francja           | Arena                         |
| 18 kwietnia 1981     | Miluza                            | Francja           | Palais des Sports             |
| 19 kwietnia 1981     | Douvaine                          | Francja           | Salle de la Bulle             |
| 21 kwietnia 1981     | Tuluza                            | Francja           | Colomiers Hall                |
| 22 kwietnia 1981     | Bordeaux                          | Francja           | Salle du Grand Parc           |
| 23 kwietnia 1981     | Orlean                            | Francja           | Rothonde                      |
| 24 kwietnia 1981     | Genk                              | Belgia            | Limburghal                    |
| 25 kwietnia 1981     | Antwerpia                         | Belgia            | Cine Roma Hall                |
| 26 kwietnia 1981     | Lejda                             | Holandia          | Groenoordhal                  |
| 27 kwietnia 1981     | Winschoten                        | Holandia          | De Klinker                    |
| 28 kwietnia 1981     | Nijmegen                          | Holandia          | Concertgebouw de Vereeniging  |
| 29 kwietnia 1981     | Brema                             | Niemcy            | Beat Club Show                |
| 30 kwietnia 1981     | Offenbach                         | Niemcy            | Offenbach Stadion             |
| 1 maja 1981          | Hamburg                           | Niemcy            | Sporthalle                    |
| 2 maja 1981          | Dortmund                          | Niemcy            | Dortmunder Stadion            |
| 9 maja 1981          | Oslo                              | Norwegia          | Oslo Arena                    |
| Azja                 |                                   |                   |                               |
| 21 maja 1981         | Tokio                             | Japonia           | Tokyo KNH                     |
| 22 maja 1981         | Osaka                             | Japonia           | Festival Hall                 |
| 23 maja 1981         | Nagoja                            | Japonia           | Aichi KNH                     |
| 24 maja 1981         | Tokyo                             | Japonia           | Nakano Sun Plaza Hall         |
| 24 maja 1981         | Tokyo                             | Japonia           | Nakano Sun Plaza Hall         |
| 25 maja 1981         | Tokyo                             | Japonia           | Nakano Sun Plaza Hall         |
| 26 maja 1981         | Tokyo                             | Japonia           | Nakano Sun Plaza Hall         |
| Ameryka Północna     |                                   |                   |                               |
| 3 czerwca 1981       | Las Vegas, Nevada                 | Stany Zjednoczone | Planet Hollywood Resort       |
| 4 czerwca 1981       | Phoenix, Arizona                  | Stany Zjednoczone | Arizona Coliseum              |
| 5 czerwca 1981       | El Paso, Teksas                   | Stany Zjednoczone | El Paso Coliseum              |
| 6 czerwca 1981       | Odessa, Teksas                    | Stany Zjednoczone | Ector County Coliseum         |
| 7 czerwca 1981       | Lubbock, Teksas                   | Stany Zjednoczone | Memorial Coliseum             |
| 8 czerwca 1981       | McAllen, Teksas                   | Stany Zjednoczone | Villa Real Center             |
| 9 czerwca 1981       | Laredo, Teksas                    | Stany Zjednoczone | Lerdo Center                  |
| 10 czerwca 1981      | San Antonio, Teksas               | Stany Zjednoczone | Convention Center Arena       |
| 11 czerwca 1981      | Dallas, Teksas                    | Stany Zjednoczone | Moody Coliseum                |
| 13 czerwca 1981      | Houston, Teksas                   | Stany Zjednoczone | Sam Houston Coliseum          |
| 14 czerwca 1981      | Detroit, Michigan                 | Stany Zjednoczone | Harpos Theatre                |
| 19 czerwca 1981      | Toronto, Ontario                  | Kanada            | Concert Hall                  |
| 21 czerwca 1981      | Montreal, Quebec                  | Kanada            | Le Club                       |
| 22 czerwca 1981      | Milwaukee, Michigan               | Stany Zjednoczone | Henry Maier Park              |
| 26 czerwca 1981      | Lynwood, Illinois                 | Stany Zjednoczone | Point East Center             |
| 27 czerwca 1981      | Cleveland, Ohio                   | Stany Zjednoczone | Agora Ballroom                |
| 28 czerwca 1981      | Landover, Maryland                | Stany Zjednoczone | Capital Centre                |
| 1 lipca 1981         | Asbury Park, New Jersey           | Stany Zjednoczone | Asbury Park Arena             |
| 2 lipca 1981         | Salisbury, Maryland               | Stany Zjednoczone | Wicomico Youth Center         |
| 3 lipca 1981         | Norfolk, Wirginia                 | Stany Zjednoczone | Norfolk Scope                 |
| 4 lipca 1981         | Pittsburgh, Pensylwania           | Stany Zjednoczone | Stanley Auditorium            |
| 7 lipca 1981         | Myrtle Beach, Karolina Południowa | Stany Zjednoczone | Civic Center                  |
| 9 lipca 1981         | Atlanta, Georgia                  | Stany Zjednoczone | Fox Theatre                   |
| 10 lipca 1981        | Johnson City, Tennessee           | Stany Zjednoczone | Freedom Hall                  |
| 11 lipca 1981        | Memphis, Tennessee                | Stany Zjednoczone | Mid-South Coliseum            |
| 12 lipca 1981        | Trotwood, Ohio                    | Stany Zjednoczone | Hara Arena                    |
| 15 lipca 1981        | Johnstown, Pensylwania            | Stany Zjednoczone | Cambria Arena                 |
| 16 lipca 1981        | Buffalo, Nowy Jork                | Stany Zjednoczone | Shea’s Performing Arts Center |
| 17 lipca 1981        | Rochester, Nowy Jork              | Stany Zjednoczone | Auditorium Amphitheatre       |
| 18 lipca 1981        | Syracuse, Nowy Jork               | Stany Zjednoczone | Landmark Theatre              |
| 19 lipca 1981        | Albany, Nowy Jork                 | Stany Zjednoczone | Palace Theatre                |
| 21 lipca 1981        | Nowy Jork                         | Stany Zjednoczone | Palladium NYC                 |
| 22 lipca 1981        | Nowy Jork                         | Stany Zjednoczone | Palladium NYC                 |
| 23 lipca 1981        | Nowy Jork                         | Stany Zjednoczone | Palladium NYC                 |
| 24 lipca 1981        | Nowy Jork                         | Stany Zjednoczone | Palladium NYC                 |
| 25 lipca 1981        | New Haven, Connecticut            | Stany Zjednoczone | New Haven Coliseum            |
| 26 lipca 1981        | Allentown, Pensylwania            | Stany Zjednoczone | Great Allentown Fair          |
| 28 lipca 1981        | Boston, Massachusetts             | Stany Zjednoczone | Boston Gardens                |
| 29 lipca 1981        | Baltimore, Maryland               | Stany Zjednoczone | Royal Farms Arena             |
| 30 lipca 1981        | Upper Darby, Pennsylvania         | Stany Zjednoczone | Tower Theater                 |
| 1 sierpnia 1981      | San Bernardino, Kalifornia        | Stany Zjednoczone | Swing Auditorium              |
| 4 sierpnia 1981      | Long Beach, Kalifornia            | Stany Zjednoczone | Long Beach Arena              |
| Europa               |                                   |                   |                               |
| 15 sierpnia 1981     | Stuttgart                         | Niemcy            | Cannstatter Wasen             |
| 16 sierpnia 1981     | Norymberga                        | Niemcy            | Zeppelinfeld Stadion          |
| 22 sierpnia 1981     | Baarlo                            | Holandia          | Sport Park                    |
| 23 sierpnia 1981     | Darmstadt                         | Niemcy            | Stadion am Böllenfalltor      |
| 26 sierpnia 1981     | Fréjus                            | Francja           | Des Stadione Civile           |
| 27 sierpnia 1981     | Cap d'Agde                        | Francja           | Arènes des Sports             |
| 29 sierpnia 1981     | Bajonna                           | Francja           | Bayonne Stadio                |
| 31 sierpnia 1981     | Annecy                            | Francja           | Parc des Sports               |
| 1 września 1981      | Orange                            | Francja           | Théâtre antique d’Orange      |
| 6 września 1981      | Belgrad                           | Jugosławia        | Hippodrome                    |
| 8 września 1981      | Sztokholm                         | Szwecja           | Draken Göta Lejon             |
| 9 września 1981      | Lund                              | Szwecja           | Olympen                       |
| 10 września 1981     | Kopenhaga                         | Dania             | Odd Fellows Mansion           |
| 26 października 1981 | Bolonia                           | Włochy            | Land Rover Arena              |
| 27 października 1981 | Rzym                              | Włochy            | Teatro Tenda Open Air         |
| 28 października 1981 | Florencja                         | Włochy            | Arena                         |
| 29 października 1981 | Padwa                             | Włochy            | Palasport                     |
| 30 października 1981 | Mediolan                          | Włochy            | Palalido Arena                |
| 15 listopada 1981    | Londyn                            | Anglia            | Rainbow Theatre               |
| 16 listopada 1981    | Londyn                            | Anglia            | Rainbow Theatre               |
| 23 grudnia 1981      | Londyn                            | Anglia            | The Ruskin Arms (Secret Show) |